# Orestias minutus
Orestias minutus är en fiskart som beskrevs av Tchernavin, 1944. Orestias minutus ingår i släktet Orestias och familjen Cyprinodontidae. Inga underarter finns listade i Catalogue of Life.